# DOUBLE (보아의 노래)
〈DOUBLE〉은 가수 보아의 싱글이다. 일본에서 10번째로 발매된 싱글이며, 대한민국에서 처음으로 발매한 싱글이다. 일본에서 발매된 싱글의 경우 수록된 3곡이 모두 타이틀 곡인 3A 싱글이다.
첫 번째 수록곡 〈DOUBLE〉은 〈LISTEN TO MY HEART〉, 〈VALENTI〉 등 보아의 히트곡을 다수 작곡한 하라 가즈히로가 작곡했다. 보아가 직접 출연한 자동차 회사 혼다의 광고 음악으로 선정되어 전파를 탔다. 이전의 곡들과 마찬가지로 이 곡 역시 강렬한 댄스곡이다. 뮤직 비디오에서는 은색 의상을 입은 보아와 검은색 의상을 입은 보아가 등장하는데, 이 둘이 서로 천장과 바닥에서 대칭을 이루면서 노래에 맞춰 춤을 추도록 합성되어 있다. 이에 맞춰 화면은 상하가 반전되면서 특이한 분위기를 연출한다. 이 곡으로 2003년 《NHK 홍백가합전》에 출연하였다.
일본 발매반의 두 번째 수록곡 〈Midnight Parade〉는 일본 롯데의 초콜릿 광고 음악으로 사용된 댄스곡이다. 2004년 한국어로 번안되어 SM TOWN 여름앨범에 수록되었다. 세 번째 수록곡 〈Milky Way~君の歌~〉는 대한민국에서 발매한 3집 《Atlantis Princess》의 수록곡인 〈Milky Way〉를 일본어로 번안한 곡으로, '테레비 도쿄 개국 40주년 기념 럭비 월드컵 2003'의 이미지 송으로 선정되었다.
한국 발매반에는 커플링 곡으로 강타가 작사·작곡한 발라드 곡 〈이별풍경 (Always)〉과, 〈Milky Way〉의 리믹스 버전이 수록되어 있다.
일본 발매반에 수록된 3곡이 모두 2004년 발매된 일본 정규 3집 《LOVE & HONESTY》에 수록되었고, 실질적 활동곡이었던 〈DOUBLE〉은 첫 베스트 앨범 《BEST OF SOUL》에도 수록되었다. 또, 한국 발매반 커플링 곡 〈이별풍경 (Always)〉과 〈Milky Way (Club Remix)〉는 1달여 후 발매된 앨범 《SHINE WE ARE》에 다시 수록되었다.
보아 베스트앨범 전집앨범 수록곡 10여가지 있으며 TAPE 있으며 더블부터 〈Milky Way〉의 리믹스 버전이 수록곡까지 나머지는 전집앨범 수록곡 나오기도 했다

## 방송 출연 목록
| 한국 활동                         |                                 |                                          |
| 2003년 10월 18일                  | MBC 음악캠프                    |                                          |
| 2003년 10월 19일                  | SBS 인기가요                    |                                          |
| 2003년 10월 24일 (10월 21일 녹화) | Mnet 쇼킹 M                     | 컴백스페셜 Double + 이별풍경 + Milky Way |
| 2003년 10월 31일 (10월 15일 녹화) | KM 쇼 뮤직탱크                  | 컴백스페셜 Double + 이별풍경 + Milky Way |
| 2003년 11월 2일                   | SBS 인기가요                    |                                          |
| 2003년 11월 8일                   | MBC 음악캠프                    |                                          |
| 2003년 11월 8일                   | 지상최대의 벼룩시장             | 잠실 올림픽 주경기장                     |
| 2003년 11월 15일                  | MBC 음악캠프                    |                                          |
| 2003년 11월 15일                  | KBS 사랑의 리퀘스트             |                                          |
| 2003년 11월 16일                  | SBS 사랑나눔 콘서트             |                                          |
| 일본 활동                         |                                 |                                          |
| 2003년 10월 16일                  | TBS 우타방                      |                                          |
| 2003년 10월 18일                  | NHK POPJAM                      |                                          |
| 2003년 10월 19일                  | TBS CDTV                        |                                          |
| 2003년 10월 20일                  | 후지TV HEY! HEY! HEY!           |                                          |
| 2003년 10월 23일                  | NTV AX Music TV                 |                                          |
| 2003년 10월 24일                  | NTV Fun                         |                                          |
| 2003년 10월 24일                  | 아사히TV Music Station          |                                          |
| 2003년 11월 5일                   | NTV 우타노다이지텐 (음악대사전) |                                          |
| 2003년 12월 1일                   | BS-hi 2003 Digital Dream Live   |                                          |
| 2003년 12월 17일                  | NTV 2003 Best Artist            |                                          |
| 2003년 12월 31일                  | NHK 2003 홍백가합전             |                                          |

## 트랙 리스트
일본 발매반
1. DOUBLE
  - 작사 : 와타나베 나쓰미 / 작곡 : 하라 가즈히로 / 편곡 : h-wonder
2. Midnight Parade
  - 작사 : 후지바야시 쇼코 / 작곡 : BOUNCEBACK / 편곡 : AKIRA
3. Milky Way~君の歌~ Milky Way~그대의 노래~
  - 일본어 작사 : 후지바야시 쇼코 / 작곡·편곡 : Kenzie
4. DOUBLE (Instrumental)
5. Midnight Parade (Instrumental)
6. Milky Way~君の歌~ (Instrumental)

한국 발매반
1. DOUBLE
  - 한국어 작사 : 보아 / 작곡·편곡 : 하라 가즈히로
2. 이별풍경 (Always)
  - 작사·작곡·편곡 : 강타
3. Milky Way (Club Remix)
  - 작사·작곡·편곡 : Kenzie
4. DOUBLE (Instrumental)
5. 이별풍경 (Always) (Instrumental)